# Verbandsgemeinde Maifeld
La comunità amministrativa di Maifeld (Verbandsgemeinde Maifeld) si trova nel circondario di Mayen-Coblenza nella Renania-Palatinato, in Germania.

## Comuni
Fanno parte della comunità amministrativa i seguenti comuni:
| Comune, città            | Sup. (km²) | Abitanti |
| ------------------------ | ---------- | -------- |
| Einig                    | 3,09       | 143      |
| Gappenach                | 3,51       | 316      |
| Gering                   | 2,94       | 415      |
| Gierschnach              | 3,27       | 274      |
| Kalt                     | 5,36       | 457      |
| Kerben                   | 4,71       | 496      |
| Kollig                   | 4,99       | 567      |
| Lonnig                   | 5,50       | 1 259    |
| Mertloch                 | 10,28      | 1 380    |
| Münstermaifeld, città    | 27,79      | 3 432    |
| Naunheim                 | 6,13       | 471      |
| Ochtendung               | 24,08      | 5 494    |
| Pillig                   | 6,29       | 459      |
| Polch, città             | 28,70      | 6 939    |
| Rüber                    | 5,61       | 889      |
| Trimbs                   | 4,47       | 613      |
| Welling                  | 6,81       | 915      |
| Wierschem                | 8,32       | 329      |
| Verbandsgemeinde Maifeld | 161,85     | 24 848   |

(Abitanti al 31 dicembre 2021)